# دوست داشتن تو
«دوست داشتن تو» (به انگلیسی: Loving You) یکی از ترانه‌های مایکل جکسون است که در زمان آلبوم بد، بین سال‌های ۱۹۸۵ تا ۱۹۸۷ ضبط شده‌است. ترانه‌سرای دوست داشتن تو، مایکل جکسون و تهیه‌کنندگان آن مایکل جکسون، تیمبلند و جروم هارمون هستند. نسخه اصلی و نسخه دیگری از این ترانه در آلبوم اکسکیپ در سال ۲۰۱۴ منتشر شد. اکسکیپ دومین آلبوم گردآوری‌شده از ترانه‌های منتشر نشده مایکل جکسون بعد از مرگ اوست. مت فورجر یکی از متخصصان مورد اعتماد جکسون دربارهٔ این ترانه گفته‌است: «ترانه خوبی بود، فقط به طور جدی برای آلبوم بد در نظر گرفته نشده بود. یکی از آهنگهایی بود که ضبط شده و کنار گذاشته شده‌بود.»

## داستان ترانه
دوست داشتن تو ترانه‌ای داستانی و سرزنده دربارهٔ یک شب زیبای تابستان در ماه اوت است که جکسون در خانه دور از هیاهوی دنیای بیرون و به یاد معشوقش سپری می‌کند.

## جدول
| جدول (۲۰۱۴)                                    | بالاترین جایگاه |
| ---------------------------------------------- | --------------- |
| جدول بیلبورد (بیلبورد)                         | ۲۴              |
| تک‌آهنگ‌های هیپ هاپ/ریتم و بلوز آمریکا (بیلبورد) | ۲               |
| ۱۰۰ تک‌آهنگ برتر هلند                           | ۲۴              |
| رادیو بریتانیا                                 | ۴۰              |